# رماد الخشب

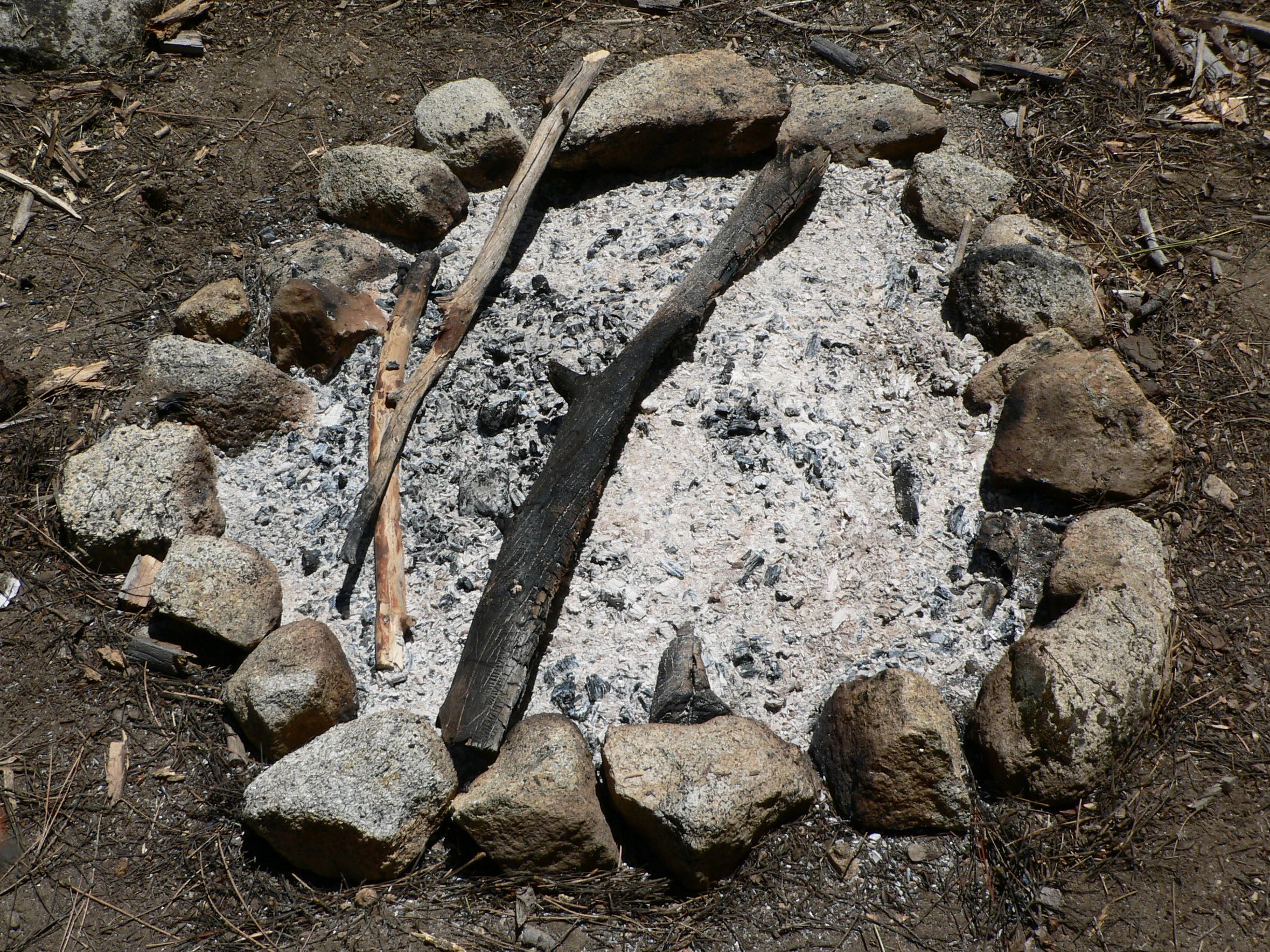
رماد الخشب من نار المخيم

رماد الخشب هو المادة المتبقية بعد احتراق الخشب أو الأخشاب في عملية الاحتراق. يتكون رماد الخشب أساسًا من المعادن الصلبة والمواد اللاعضوية التي كانت جزءًا من الخشب الحين كان يحترق. يشمل رماد الخشب العديد من المركبات المعدنية مثل الكالسيوم والبوتاسيوم والمغنيسيوم والحديد.
تختلف تركيبة رماد الخشب باختلاف نوع الخشب المحترق وظروف الاحتراق. يتم استخدام رماد الخشب في مجموعة متنوعة من التطبيقات، بما في ذلك الزراعة كسماد عضوي لتحسين خصوبة التربة، وفي بعض الحالات يمكن استخدامه في تركيب الأسمنت أو الطوب.
يجري تحليل تركيب رماد الخشب لفهم المكونات المختلفة وتأثيراتها، وهو موضوع العديد من الدراسات والأبحاث، كما ذكرت في النص السابق المتعلق بتحليل تركيب رماد الخشب.
1. - يتكون رماد الخشب بشكل رئيسي من المعادن والمركبات المتبقية بعد احتراق الخشب، مثل السيليكا والكالسيوم والبوتاسيوم والمغنيسيوم والحديد.
  - تتأثر تركيبة رماد الخشب بعوامل مثل نوع الخشب، درجة حرارة الاحتراق، وظروف البيئة أثناء الاحتراق.
2. استخدامات رماد الخشب:
  - يستخدم رماد الخشب كسماد عضوي في الزراعة؛ لتحسين خصوبة التربة، وتوفير المواد المغذية للنباتات.
  - قد يستخدم في تحسين خصائص التربة، خاصة إذا كان الخشب المحروق يحتوي على نسبة عالية من المعادن.
  - يمكن أيضاً استخدام رماد الخشب في بعض الصناعات مثل صناعة الأسمنت، أو إنتاج الزجاج.
3. التحليل الكيميائي:
  - يتم تحليل رماد الخشب لفهم تركيبه الكيميائي وتأثيراته البيئية والصناعية.
  - يتم التركيز في هذه التحاليل على المكونات المعدنية والتفاعلات الكيميائية التي قد تحدث أثناء الاحتراق.
4. تأثيرات بيئية:
  - يمكن أن يؤثر رماد الخشب على خصائص التربة والبيئة المحيطة بها.
  - يمكن أن يلعب دورًا في تحسين جودة التربة وزيادة قدرتها على الاحتفاظ بالماء والمواد الغذائية.
5. الابتكار والأبحاث:
  - يستمر الباحثون في إجراء دراسات حديثة حول رماد الخشب لفهم أفضل لتأثيراته واستفادته الأمثل في مختلف المجالات.

## نسبة العناصر المكونة لرمادة الخشب
- Carbon (C) — 5–30%.
- Calcium (Ca) — 7–33%
- Potassium (K) — 3–10%
- Magnesium (Mg) — 1–2%
- Manganese (Mn) — 0.3–1.3%
- Phosphorus (P) — 0.3–1.4%
- Sodium (Na) — 0.2